# Selección femenina de fútbol de Afganistán
La Selección femenina de fútbol de Afganistán (Dari: تیم ملی فوتبال زنان افغانستان) fue el equipo nacional femenino de Afganistán hasta 2021, momento en el que se dio su cese, a causa de la Caída de Kabul, y el ascenso de los talibanes al poder, quiénes prohibieron el desempeño de actividades deportivas a mujeres. Estuvo controlado por la Federación de Fútbol de Afganistán (AFF). Jugaron la mayoría de sus juegos en casa en el Estadio Olímpico Nacional Ghazi en Kabul, la capital de Afganistán. Varias de sus jugadoras en la actualidad, se han reagrupado en Australia, como un equipo de divisiones femeninas inferiores llamado Melbourne Victory Football Club, en Victoria, Australia. 
Debido a las condiciones en Afganistán y la controversia que rodea a los equipos de fútbol musulmanes femeninos, fue difícil para la AFF obtener patrocinio a largo plazo para el equipo. En mayo de 2010, la marca deportiva danesa Hummel International inscribió a los equipos masculino, femenino y juvenil de Afganistán.
En diciembre de 2010, el equipo jugó su primer partido internacional oficial, contra Nepal, durante el Campeonato Femenino de la Federación de Fútbol del Sur de Asia en Cox's Bazar, Bangladés. El 16 de febrero de 2012 completaron una victoria por 2-0 contra Catar, su primera victoria internacional oficial. El 10 de junio de 2014, la Federación de Fútbol de Afganistán pasó de la Federación de Fútbol del Sur de Asia a la Federación de Fútbol de Asia Central.

## Historia

### Historia temprana
El equipo fue formado en 2007 por el Comité Olímpico Nacional de Afganistán con jugadores tomados de colegialas seleccionadas en Kabul. Ese año, el equipo jugó por primera vez contra el lado femenino de la Fuerza Internacional de Asistencia para la Seguridad (ISAF), con Afganistán ganando 5-0. En 2008, el equipo viajó a Pakistán para participar en el segundo torneo nacional de Pakistán. Allí ganaron la fase de grupos y los juegos de semifinales, pero perdieron ante Baluchistán en la final. [Cita requerida]
En un intento por mejorar la calidad del fútbol femenino, el equipo fue enviado a Alemania en 2008 para organizar un campamento de preparación. Más adelante en el año, el equipo afgano viajó a Jordania para participar en el Torneo de Fútbol Femenino de los Países Islámicos. Los resultados esta vez fueron menos favorables, ya que se enfrentaron por primera vez a equipos establecidos y con más experiencia. Afganistán perdió todos sus juegos por al menos 17 goles.
En febrero de 2009, el equipo volvió a Jordania, pero esta vez para un campamento de entrenamiento. La Federación de Fútbol Femenino de los Países Bajos ha mostrado interés en ayudar al equipo y los ha invitado a un campo de entrenamiento en los Países Bajos. En octubre de 2010 el equipo jugó un partido amistoso contra la ISAF en el terreno de la OTAN en Kabul. Los afganos ganaron 1-0.

### Campeonato Femenino SAFF 2010
El Campeonato Femenino SAFF 2010 en Bangladés marcó la primera aparición de Afganistán en un importante torneo internacional. En él, jugaron su primer juego oficial, contra Nepal, donde fueron derrotados por un abrumador marcador de 0-13. Luego se enfrentaron a sus rivales vecinos, Pakistán, y perdieron por el puntaje de 0-3. En su último juego, se enfrentaron a Maldivas en un partido que terminó con el mismo puntaje de 2–2. Afganistán fue posteriormente eliminado del torneo con solo un punto.

### Campeonato femenino SAFF 2012
El Campeonato Femenino SAFF 2012 en Sri Lanka fue la segunda vez que Afganistán disputó un torneo internacional. Se enfrentaron a Maldivas en su primer juego y empataron 1–1. Diba Naweed marcó el único gol del equipo en ese partido. El siguiente juego con Pakistán marcó la segunda victoria de Afganistán, superando a sus oponentes con una abundante diferencia de 4-0. Hailai Arghandiwal y Marjan Haydaree anotaron un gol cada una, mientras que Shabnam Rohin anotó dos goles en el partido. El último juego de la fase de grupos fue contra Nepal, y terminó en una fuerte derrota de 1-7. Marjan Haydaree marcó el único gol. Afganistán avanzó a las semifinales después de colocarse segundo en el grupo. El partido de semifinales fue con India, y terminó con una aplastante derrota por 0-11. Por lo tanto, Afganistán terminó el torneo como uno de los perdedores de la semifinal.

### Campeonato femenino SAFF 2014
El Campeonato Femenino SAFF 2014 en Pakistán fue la tercera vez que Afganistán disputó un torneo internacional. Su primer juego terminó con una derrota por 1-6 contra Bangladés. Marjan Haydaree marcó el gol. Perdieron el segundo partido 0-1 contra Maldivas. Su tercer y último encuentro terminó en una aplastante derrota por 0-12 contra India. Afganistán fue eliminado del torneo con 0 puntos. Esto marcó la participación menos exitosa de Afganistán en el Campeonato Femenino SAFF.

### Esfuerzos 2016
2016 marcó un gran año para el Equipo Nacional Femenino de Afganistán, ya que recibió el apoyo de la Federación de Fútbol de Afganistán y contrató a un nuevo cuerpo técnico compuesto por el entrenador en jefe Kelly Lindsey, el entrenador asistente Haley Carter y la directora del programa Khalida Popal. El equipo también contrató al entrenador físico John De Witt, PhD y al fisio del equipo Joelle Muro, DPT.
Junto con estas contrataciones, el equipo se preparó para el Campeonato Femenino SAFF 2016 celebrado en India.
El equipo también se asoció con Diehard Scarves, que produjo Scarves oficiales del equipo nacional femenino de Afganistán. Una parte de los ingresos de estas ventas se destinó al equipo en sus esfuerzos de recaudación de fondos en preparación para el Campeonato Femenino SAFF 2016. Durante el torneo, el equipo perdió ante India (27 de diciembre de 2016, perdió 1-5, el goleador fue Muhtaz Farkhunda en el minuto 88) y Bangladés (29 de diciembre, perdió 0-6).
El equipo ganó el Torneo AFSO 2016.

### Campeonato Femenino CAFA 2018 y denuncias de abuso
El primer torneo CAFA para el equipo femenino resultó en cuatro partidos con derrotas. Obtuvieron su mayor derrota, 20-0 ante Uzbekistán, que ganó el primer torneo del campeonato femenino en Asia Central.
En noviembre de 2018, el personal masculino de la Federación de Fútbol de Afganistán fue acusado de abuso sexual y físico de jugadoras de Afganistán. Las acusaciones incluyeron al presidente de la Federación, Keramuudin Karim.

### Caída de Kabul, y ascenso de los talibanes (2021-presente)
En agosto de 2021, tras la segunda toma del país por parte de los talibanes, la excapitana del equipo Khalida Popal, radicada en Dinamarca, instó a las jugadoras a eliminar sus cuentas de redes sociales, borrar identidades públicas y quemar sus uniformes por razones de seguridad, ya que nuevamente estaban bajo el Gobierno talibán, y serían perseguidas. El 25 de agosto, el gobierno australiano anunció que había evacuado a 75 atletas afganas, incluidas jugadoras de fútbol. La Federación Internacional de Futbolistas Profesionales (FIFPro) y la misma Popal, trabajaron con autoridades de seis países, entre ellos Australia, Estados Unidos y el Reino Unido, para sacar a los atletas y sus familias de Afganistán en avión. El secretario general de FIFPro, Jonas Baer-Hoffmann, describió las evacuaciones como "un proceso increíblemente complejo".

## Estadio local
Los principales partidos de fútbol en Afganistán se llevan a cabo en el Estadio de la Federación de Fútbol de Afganistán (conocido popularmente como el Estadio Ghazi) en Kabul. Fue construido durante el reinado del rey Amanulá Khan en 1923. El estadio tiene una capacidad de alrededor de 25,000 personas.

## Equipo
En 2011, la Federación de Fútbol de Afganistán firmó un contrato de 4 años con Hummel, para proporcionar el equipo nacional masculino y femenino para toda la ropa deportiva desde 2011 hasta 2015. El 6 de marzo de 2015, la Federación de Fútbol Afgana firmó un nuevo 4- año de contrato con hummel hasta 2019.
En 2016, Hummel diseñó un uniforme innovador para el Equipo Nacional de Mujeres de Afganistán que incluía un hijab integrado. Esto proporciona más flexibilidad con los movimientos que los jugadores pueden usar mientras usan sus uniformes.
| Periodo   | Proveedor de Equipamiento |
| --------- | ------------------------- |
| 2009-2018 | Hummel                    |

## Personal

### Personal técnico actual
| Posición                 | Nombre        |
| ------------------------ | ------------- |
| Entrenador               | Kelly Lindsey |
| Asistente del entrenador | Haley Carter  |
| Director de programa     | Khalida Popal |
| Entrenador físico        | John De Witt  |
| Fisioterapeuta           | Joelle Muro   |

## Directores técnicos
| DT                    | Periodo   | Récord | Récord | Récord | Récord | Récord | Récord | Récord | Récord         |
| DT                    | Periodo   | PJ     | G      | E      | P      | GF     | GC     | Dif.   | % de Victorias |
| Abdul Saboor Walizada | 2010-2013 | 10     | 4      | 2      | 4      | 13     | 37     | -24    | 40%            |
| Faqir Zada            | 2014      | 3      | 0      | 0      | 3      | 1      | 19     | -18    | 0%             |
| Amin Amini            | 2015      | 1      | 0      | 0      | 1      | 0      | 14     | -14    | 0%             |
| Kelly Lindsey         | 2016-     | 5      | 4      | 0      | 1      | 18     | 7      | +11    | 80%            |
| --------------------- | --------- | ------ | ------ | ------ | ------ | ------ | ------ | ------ | -------------- |
|                       |           | 19     | 8      | 2      | 9      | 32     | 77     | -45    | 42,10%         |

## Resultados recientes y calendario

### 2010
| Campeonato de la SAFF 2010; 14 de diciembre de 2010 | Nepal | 13-0 | Afganistán |  |  |

| Campeonato de la SAFF 2010; 16 de diciembre de 2010 | Pakistán | 3-0 | Afganistán |  |  |

| Campeonato de la SAFF 2010; 18 de diciembre de 2010 | Maldivas | 2-2 | Afganistán |  |  |

### 2012
| Amistoso; 16 de febrero de 2012 | Catar | 0-2     | Afganistán    | Aspire Zone, Doha (Catar) |  |
|                                 |       | Reporte | - Haydaree ?' |                           |  |

| Campeonato de la SAFF 2012; 8 de septiembre de 2012 | Maldivas   | 1-1     | Afganistán  | CR & FC Grounds, Colombo (Sri Lanka) |  |
| 15:30 (SLST)                                        | - Afza 30' | Reporte | - Naweed 2' |                                      |  |

| Campeonato de la SAFF 2012; 10 de septiembre de 2012 | Pakistán | 0-4     | Afganistán                                      | CR & FC Grounds, Colombo (Sri Lanka) |  |
| 15:30 (SLST)                                         |          | Reporte | - Rohin 8' 23' - Arghandiwal 51' - Haydaree 89' |                                      |  |

| Campeonato de la SAFF 2012; 12 de septiembre de 2012 | Nepal                                                       | 7-1     | Afganistán     | CR & FC Grounds, Colombo (Sri Lanka) |  |
| 08:30 (SLST)                                         | - Thapa 5' 45+2' - Gurung 19' - Rana 47' 72' - Lama 69' 89' | Reporte | - Haydaree 42' |                                      |  |

| Campeonato de la SAFF 2012; 14 de septiembre de 2012 | India                                                                                              | 11-0    | Afganistán | CR & FC Grounds, Colombo (Sri Lanka) |  |
| 15:30 (SLST)                                         | - K. Devi 5' 57' 90' - P. Devi 31' - B. Devi 40' 61' 70' - Malik 43' 78' - R. Devi 59' - Magar 81' | Reporte |            |                                      |  |

### 2013
| Amistoso; 23 de agosto de 2013 | Kirguistán | 0-1     | Afganistán |  |  |
|                                |            | Reporte | - Sahar ?' |  |  |

| Amistoso; 25 de agosto de 2013 | Kazajistán | 0-2     | Afganistán |  |  |
|                                |            | Reporte |            |  |  |

| Amistoso; 27 de agosto de 2013 | Tayiksitán | Cancelado | Afganistán |  |  |
|                                |            | Reporte   |            |  |  |

### 2014
| Campeonato de la SAFF 2014; 13 de noviembre de 2014 | Bangladés                                                      | 6-1     | Afganistán     | Estadio Jinnah Sports, Islamabad (Pakistán) |  |
|                                                     | - M. Rana 34' - S.Rana 36' 47' 69' - Khatoon 62' - Ather 90+5' | Reporte | - Haydaree 42' |                                             |  |

| Campeonato de la SAFF 2014; 15 de noviembre de 2014 | Maldivas   | 1-0     | Afganistán | Estadio Jinnah Sports, Islamabad (Pakistán) |  |
|                                                     | - Rifa 34' | Reporte |            |                                             |  |

| Campeonato de la SAFF 2014; 13 de noviembre de 2014 | Afganistán | 0-12    | India                                                                                  | Estadio Jinnah Sports, Islamabad (Pakistán) |  |
|                                                     |            | Reporte | - I. Devi 3' 7' 51' - N. Devi 4' 12' 33' 39' 84' - P. Devi 29' 45+2' 69' - M. Devi 88' |                                             |  |

### 2015
| Amistoso; 20 de septiembre de 2015 | Afganistán | 0-14    | Angeviolet Hiroshima | Estadio del Gran Arco de Hiroshima, Hiroshima (Japón) |  |
| 11:00 (UTC+9)                      |            | Reporte |                      |                                                       |  |

### 2016
| Amistoso; 31 de agosto de 2016 | Afganistán | 1-3 | Palo Alto 98G | Cagan Stadium, Palo Alto (Estados Unidos) |  |
| 11:00 (UTC+9)                  |            |     |               |                                           |  |

| Torneo de la AFSO 2014; 2 de septiembre de 2016 | Afganistán | 5-3 | Ettifaq FC | Sports Park, Dublín (Irlanda) |  |
| 18:00 (UTC+06:00)                               |            |     |            |                               |  |

| Torneo de la AFSO 2016; 3 de septiembre de 2016 | Afganistán | 9-0 | Ariya FC | Sports Park, Dublín (Irlanda) |  |
| 18:00 (UTC+06:00)                               |            |     |          |                               |  |

| Torneo de la AFSO 2016; 4 de septiembre de 2016 | Afganistán | 2-1 | Selinas FC | Sports Park, Dublín (Irlanda) |  |
| 15:00 (UTC+03:00)                               |            |     |            |                               |  |

| Torneo de la AFSO 2016; 4 de septiembre de 2016 | Afganistán | 1-0 | Selinas FC | Sports Park, Dublín (Irlanda) |  |
| 15:30 (UTC+03:30)                               |            |     |            |                               |  |

| Torneo de la AFSO 2016; 3 de septiembre de 2016 | Afganistán | 9-0 | Ariya FC | Sports Park, Dublín (Irlanda) |  |
| 18:00 (UTC+06:00)                               |            |     |          |                               |  |

| Campeonato de la SAFF 2018; 27 de diciembre de 2016 | India                                                    | 5-1     | Afganistán      | Estadio Kanchenjunga, Siliguri (India) |  |
|                                                     | - Y. Devi 3' 32' - Malik 29' - Grace 45+2' - Yadav 90+2' | Reporte | - Farkhunda 88' |                                        |  |

| Campeonato de la SAFF 2018; 29 de diciembre de 2016 | Bangladés                                | 6-0     | Afganistán | Estadio Kanchenjunga, Siliguri (India) |  |
|                                                     | - Khatun 6' 15' 40' 44' 48' - Shopna 85' | Reporte |            |                                        |  |

### 2018
| 23 de noviembre de 2018 | Uzbekistán | 20-0 | Afganistán | Estadio Bunyodkor, Taskent |  |

| 25 de noviembre de 2018 | Afganistán | 0-6 | Irán | Estadio Bunyodkor, Taskent |  |

| 27 de noviembre de 2018 | Kirguizistán | 1-0 | Afganistán | Estadio Bunyodkor, Taskent |  |

| 1 de diciembre de 2018 | Afganistán | 0-5 | Tayikistán | Estadio Bunyodkor, Taskent |  |

## Récord contra otros equipos
- Actualizado a partir del 1 de marzo de 2019

| Contra     | PJ | G | E | P  | GF | GC  | Dif. |
| ---------- | -- | - | - | -- | -- | --- | ---- |
| Bangladés  | 2  | 0 | 0 | 2  | 1  | 12  | -11  |
| India      | 3  | 0 | 0 | 3  | 1  | 28  | -27  |
| Irán       | 1  | 0 | 0 | 1  | 0  | 6   | -6   |
| Jordania   | 2  | 0 | 0 | 2  | 0  | 11  | -11  |
| Kazajistán | 1  | 1 | 0 | 0  | 2  | 0   | +2   |
| Kirguistán | 2  | 1 | 0 | 1  | 1  | 1   | 0    |
| Malvidas   | 3  | 0 | 2 | 1  | 3  | 4   | -1   |
| Nepal      | 2  | 0 | 0 | 2  | 1  | 20  | -19  |
| Pakistán   | 2  | 1 | 0 | 1  | 4  | 3   | +1   |
| Catar      | 1  | 1 | 0 | 0  | 2  | 0   | +2   |
| Uzbekistán | 1  | 0 | 0 | 1  | 0  | 20  | -20  |
| Tayikistán | 1  | 0 | 0 | 1  | 0  | 5   | -5   |
| Total      | 21 | 4 | 2 | 15 | 15 | 110 | -95  |

## Registros de competencia
Torneo AFSO: Ganador 2016

### Récord de la Copa Mundial Femenina de la FIFA
| Finales de la Copa del Mundo | Finales de la Copa del Mundo | Finales de la Copa del Mundo | Finales de la Copa del Mundo | Finales de la Copa del Mundo | Finales de la Copa del Mundo | Finales de la Copa del Mundo | Finales de la Copa del Mundo | Finales de la Copa del Mundo | Finales de la Copa del Mundo |
| Año                          | Resultado                    | Posición                     | PJ                           | G                            | E                            | P                            | GF                           | GC                           | Dif.                         |
| ---------------------------- | ---------------------------- | ---------------------------- | ---------------------------- | ---------------------------- | ---------------------------- | ---------------------------- | ---------------------------- | ---------------------------- | ---------------------------- |
| 1991                         | No entró                     | No entró                     | No entró                     | No entró                     | No entró                     | No entró                     | No entró                     | No entró                     | No entró                     |
| 1995                         | No entró                     | No entró                     | No entró                     | No entró                     | No entró                     | No entró                     | No entró                     | No entró                     | No entró                     |
| 1999                         | No entró                     | No entró                     | No entró                     | No entró                     | No entró                     | No entró                     | No entró                     | No entró                     | No entró                     |
| 2003                         | No entró                     | No entró                     | No entró                     | No entró                     | No entró                     | No entró                     | No entró                     | No entró                     | No entró                     |
| 2007                         | No entró                     | No entró                     | No entró                     | No entró                     | No entró                     | No entró                     | No entró                     | No entró                     | No entró                     |
| 2011                         | No entró                     | No entró                     | No entró                     | No entró                     | No entró                     | No entró                     | No entró                     | No entró                     | No entró                     |
| 2015                         | No entró                     | No entró                     | No entró                     | No entró                     | No entró                     | No entró                     | No entró                     | No entró                     | No entró                     |
| 2019                         | No entró                     | No entró                     | No entró                     | No entró                     | No entró                     | No entró                     | No entró                     | No entró                     | No entró                     |
| Total                        | 0/8                          | -                            | -                            | -                            | -                            | -                            | -                            | -                            | -                            |

* Los sorteos incluyen partidos eliminatorios decididos en penaltis.

### Copa Asiática Femenina de la AFC
| Copa Asiática Femenina | Copa Asiática Femenina | Copa Asiática Femenina | Copa Asiática Femenina | Copa Asiática Femenina | Copa Asiática Femenina | Copa Asiática Femenina | Copa Asiática Femenina | Copa Asiática Femenina |
| Año                    | Resultado              | PJ                     | G                      | E                      | P                      | GF                     | GC                     | Dif.                   |
| ---------------------- | ---------------------- | ---------------------- | ---------------------- | ---------------------- | ---------------------- | ---------------------- | ---------------------- | ---------------------- |
| 1975                   | Sin participación      | Sin participación      | Sin participación      | Sin participación      | Sin participación      | Sin participación      | Sin participación      | Sin participación      |
| 1977                   | Sin participación      | Sin participación      | Sin participación      | Sin participación      | Sin participación      | Sin participación      | Sin participación      | Sin participación      |
| 1979                   | Sin participación      | Sin participación      | Sin participación      | Sin participación      | Sin participación      | Sin participación      | Sin participación      | Sin participación      |
| 1981                   | Sin participación      | Sin participación      | Sin participación      | Sin participación      | Sin participación      | Sin participación      | Sin participación      | Sin participación      |
| 1983                   | Sin participación      | Sin participación      | Sin participación      | Sin participación      | Sin participación      | Sin participación      | Sin participación      | Sin participación      |
| 1986                   | Sin participación      | Sin participación      | Sin participación      | Sin participación      | Sin participación      | Sin participación      | Sin participación      | Sin participación      |
| 1989                   | Sin participación      | Sin participación      | Sin participación      | Sin participación      | Sin participación      | Sin participación      | Sin participación      | Sin participación      |
| 1991                   | Sin participación      | Sin participación      | Sin participación      | Sin participación      | Sin participación      | Sin participación      | Sin participación      | Sin participación      |
| 1993                   | Sin participación      | Sin participación      | Sin participación      | Sin participación      | Sin participación      | Sin participación      | Sin participación      | Sin participación      |
| 1995                   | Sin participación      | Sin participación      | Sin participación      | Sin participación      | Sin participación      | Sin participación      | Sin participación      | Sin participación      |
| 1997                   | Sin participación      | Sin participación      | Sin participación      | Sin participación      | Sin participación      | Sin participación      | Sin participación      | Sin participación      |
| 1999                   | Sin participación      | Sin participación      | Sin participación      | Sin participación      | Sin participación      | Sin participación      | Sin participación      | Sin participación      |
| 2001                   | Sin participación      | Sin participación      | Sin participación      | Sin participación      | Sin participación      | Sin participación      | Sin participación      | Sin participación      |
| 2003                   | Sin participación      | Sin participación      | Sin participación      | Sin participación      | Sin participación      | Sin participación      | Sin participación      | Sin participación      |
| 2006                   | Sin participación      | Sin participación      | Sin participación      | Sin participación      | Sin participación      | Sin participación      | Sin participación      | Sin participación      |
| 2008                   | Sin participación      | Sin participación      | Sin participación      | Sin participación      | Sin participación      | Sin participación      | Sin participación      | Sin participación      |
| 2010                   | Sin participación      | Sin participación      | Sin participación      | Sin participación      | Sin participación      | Sin participación      | Sin participación      | Sin participación      |
| 2014                   | Sin participación      | Sin participación      | Sin participación      | Sin participación      | Sin participación      | Sin participación      | Sin participación      | Sin participación      |
| 2018                   | Sin participación      | Sin participación      | Sin participación      | Sin participación      | Sin participación      | Sin participación      | Sin participación      | Sin participación      |
| Total                  | 0/19                   | -                      | -                      | -                      | -                      | -                      | -                      | -                      |

* Los sorteos incluyen partidos eliminatorios decididos en penaltis.

### Récord del Campeonato Femenino de la CAFA
| Campeonato CAFA | Campeonato CAFA | Campeonato CAFA | Campeonato CAFA | Campeonato CAFA | Campeonato CAFA | Campeonato CAFA | Campeonato CAFA | Campeonato CAFA |
| Año             | Resultado       | PJ              | G               | E               | P               | GF              | GC              | Dif.            |
| --------------- | --------------- | --------------- | --------------- | --------------- | --------------- | --------------- | --------------- | --------------- |
| 2018            | Fase de grupos  | 4               | 0               | 0               | 4               | 0               | 32              | -32             |
| Total           | Total           | 4               | 0               | 0               | 4               | 0               | 32              | -32             |

### Récord del Campeonato Femenino de la SAFF (2010-2016)
| Campeonato de la SAFF | Campeonato de la SAFF | Campeonato de la SAFF | Campeonato de la SAFF | Campeonato de la SAFF | Campeonato de la SAFF | Campeonato de la SAFF | Campeonato de la SAFF | Campeonato de la SAFF |
| Año                   | Resultado             | PJ                    | G                     | E                     | P                     | GF                    | GC                    | Dif.                  |
| --------------------- | --------------------- | --------------------- | --------------------- | --------------------- | --------------------- | --------------------- | --------------------- | --------------------- |
| 2010                  | Fase de grupos        | 3                     | 0                     | 1                     | 2                     | 2                     | 18                    | -16                   |
| 2012                  | Semifinales           | 4                     | 1                     | 1                     | 2                     | 6                     | 19                    | -13                   |
| 2014                  | Fase de grupos        | 3                     | 0                     | 0                     | 3                     | 1                     | 19                    | -18                   |
| 2016                  | Fase de grupos        | 2                     | 0                     | 0                     | 2                     | 1                     | 11                    | -10                   |
| Total                 | 4/4                   | 10                    | 1                     | 2                     | 7                     | 10                    | 67                    | -57                   |

* Los sorteos incluyen partidos eliminatorios decididos en penaltis.
- Portal:Afganistán. Contenido relacionado con Afganistán.
- Portal:Fútbol femenino. Contenido relacionado con Fútbol femenino.
- Portal:Deporte. Contenido relacionado con Deporte.